# Tocotrienol

Estrutura geral dos Tocotrienóis

Tocotrienóis são membros da família da vitamina E.  Um nutriente essencial para o corpo, a vitamina E é composta por quatro tocoferóis (alfa, beta, gama, delta) e quatro tocotrienóis (alfa, beta, gama, delta).
A pequena diferença entre tocotrienóis e tocoferóis encontra-se na cadeia lateral insaturada tendo três duplas ligações em sua cauda isoprenóide farnesil. Tocotrienols são compostos naturais encontrados em óleos vegetais: gérmen de trigo, cevada, Palmeira anã, e certos tipos de nozes e grãos. Esta variante da vitamina E normalmente só ocorre em níveis muito baixos na natureza.
Quimicamente, a vitamina E, em todas as suas formas, tem funções antioxidantes. Todos os isômeros tocotrienol e tocoferol têm esta atividade antioxidante devido à capacidade de doar um átomo de hidrogênio (um próton mais elétron) do grupo hidroxila do anel, para um dos radicais livres no corpo. Este processo inativa ("mata"), o radical livre com eficácia, doando um único elétron não emparelhado (que vem com o átomo de hidrogênio) ao radical. A vitamina E têm diferentes distribuições e destinos metabólicos. Especificamente, os sintomas causados pela deficiência de alfa-tocoferol pode ser aliviado por tocotrienóis. Assim, tocotrienóis podem ser vistas como sendo membros da família natural da vitamina E não só estruturalmente, mas também funcionalmente. Assim, um modelo para a função da vitamina E no corpo é que ele protege as membranas celulares, sítios de enzimas ativas e DNA dos danos dos radicais livres.
Embora a maioria das pesquisas sobre a vitamina E tem se concentrado em alfa-tocoferol, estudos em conta tocotrienóis por menos de 1% de toda a pesquisa em vitamina E. Mais recentemente, tocotrienóis ter atingido uma nova medida de reconhecimento científico, com quase 30 % de Tocotrienóis extraídos de fontes naturais são d-tocotrienóis.
Tocotrienóis tem apenas um centro único quirais, o que existe no carbono 2 do anel, no ponto onde a cauda isoprenóide junta-se o anel, os outros dois centros correspondentes na cauda phytyl dos tocoferóis correspondente, não existem devido à insaturação tocotrienol é nesses locais. Em teoria, estereoisômeros tocotrienol pode, assim, existem na forma d-tocotrienol natural, ou como o isômero natural 'l-tocotrienóis ", que tem um 2S (ao invés de 2R) de configuração no centro das moléculas' single quiral. Na prática, porém, tocotrienóis são extraídos de fontes naturais e sintéticos e d l, l formas não são comercializados como suplementos.